# Hollywood Boulevard

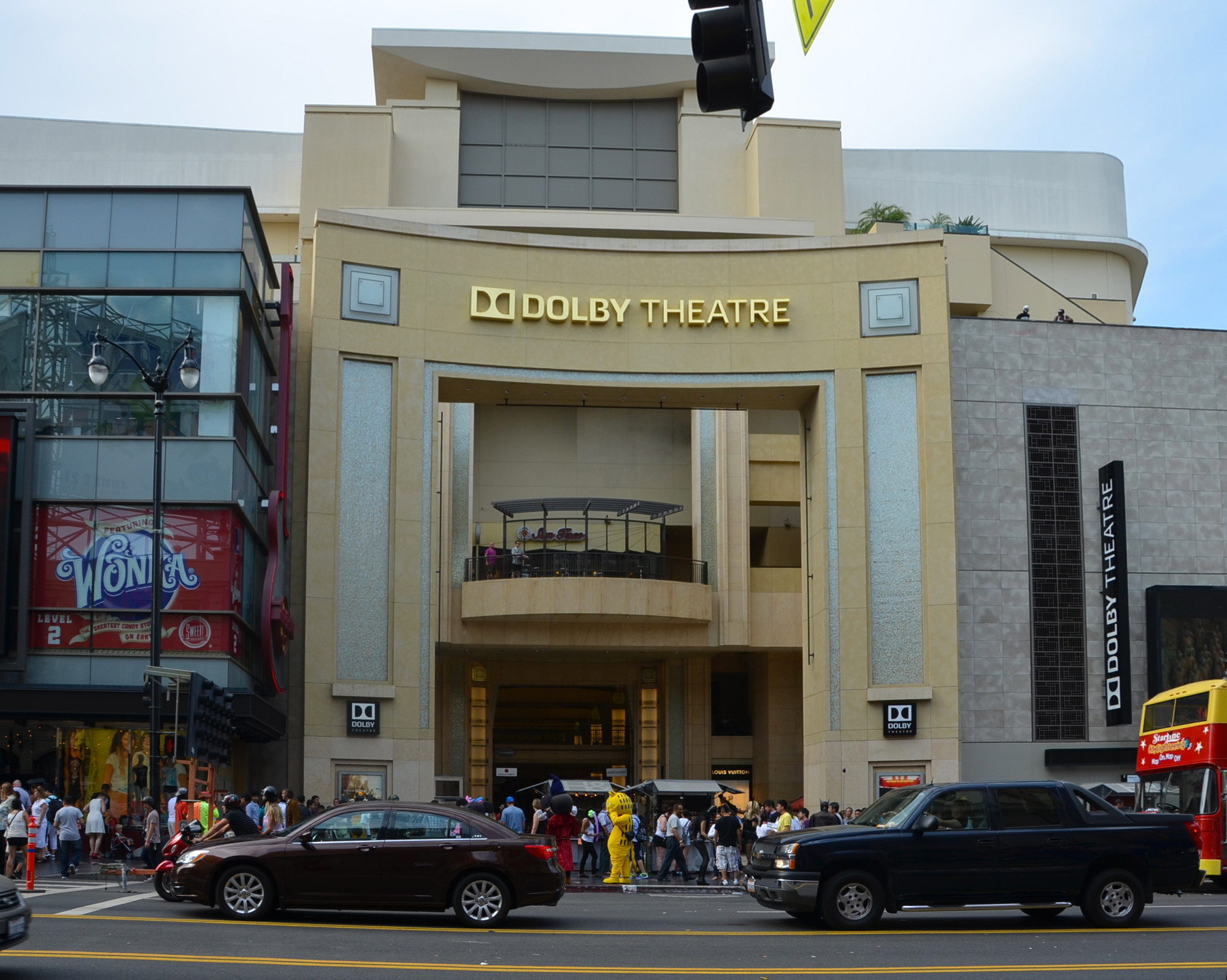
Dolby Theatre – miejsce wręczania Oscarów

Hollywood Boulevard – ulica w Hollywood w Los Angeles. Zaczyna się przy Laurel Canyon Boulevard, kończy przy Sunset Boulevard. W 1958 roku na Hollywood Blvd powstała Hollywoodzka Aleja Sław, która rozciąga się na odcinku od Gower Street do La Brea Avenue. Przy ulicy znajdują się liczne atrakcje turystyczne: Teatr Chiński Graumana, przed którym są betonowe odciski stóp i dłoni gwiazd Hollywood, Dolby Theatre, w którym odbywa się coroczna ceremonia wręczania Oscarów, Muzeum Figur Woskowych, Teatr El Capitan i wiele innych. Ulica została wpisana do rejestru National Register of Historic Places.